# Robert Brugère
Robert Brugère (París, 21 d'octubre de 1903 - Saint-Cloud, 6 de setembre de 1933) va ser un ciclista francès, que fou professional entre 1928 i 1933. Del seu palamarès destaca el París-Le Havre de 1930.

## Palmarés
- 1928
  - Vencedor d'una etapa del Critérium des Aiglons
- 1930
  - 1r al París-Le Havre
  - 1r al Critérium National du Printemps
- 1931
  - 1r al Circuit de l'Indre
- 1932
  - 2n a la París-Limoges
- 1933
  - 2n a la París-Limoges

### Resultats al Tour de França
- 1931. Abandona
- 1932. 52è de la classificació general
- 1933. 24è de la classificació general